# 삐야퐁 피우온

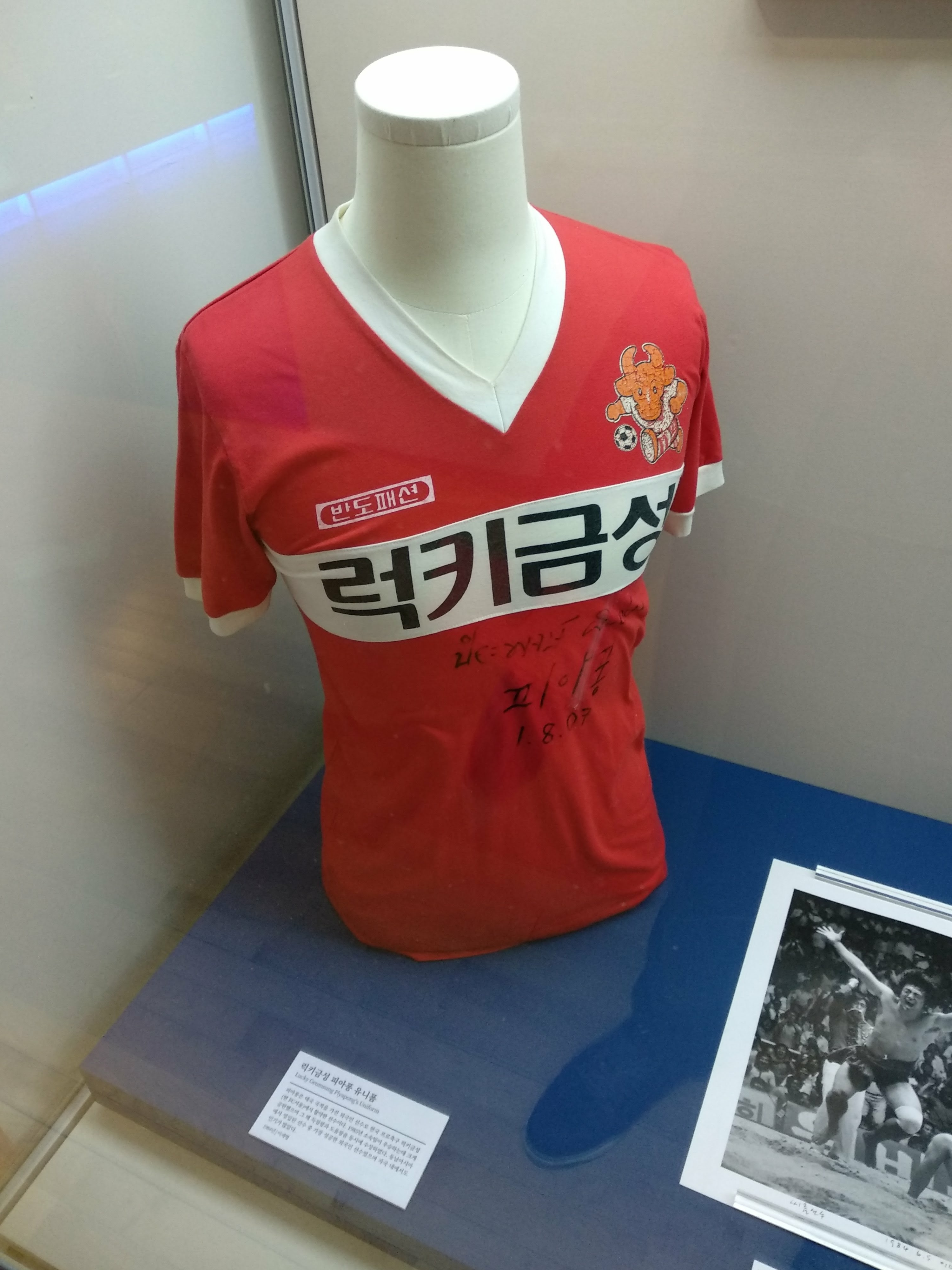
대한민국 역사 박물관에 전시된 삐야퐁 피우온의 럭키 금성 축구단 시절 서명 유니폼

삐야퐁 피우온(태국어: ปิยะพงษ์ ผิวอ่อน, 1959년 11월 14일 ~ )은 태국의 축구 선수, 지도자로 태국에서 가장 성공한 축구 선수 중 한 명이다. 또한 아바스 오베이드 자심, 세르베르 제파로프와 더불어 K리그에서 가장 성공한 아시아 출신 선수이기도 하다.  K리그에 등록된 공식 한글 이름은 "피아퐁"이다.

## 클럽 경력
럭키금성 황소의 창단 멤버로 1983년 10월부터 영입이 추진되어 1984년 5월 31일 입단에 합의하였고 당시 공군상사였던 피아퐁의 군문제 등 태국에서 신변 정리 후 1984년 8월 29일 럭키금성에 합류하였다.
1984시즌 9월 8일 포항제철 돌핀스전에 출장하여 데뷔골을 잡아내며 K리그 데뷔전을 화력하게 장식하였으며 이 경기 포함 그 후 4경기 연속골을 잡아내며 일대 센세이션을 일으켰다
1985시즌 럭키금성 황소의 첫 번째 K리그 우승에 큰 공헌을 하였으며 그 해 득점상과 도움상을 최초로 동시 수상한 선수가 되며 최고 전성기를 맞았다. 7월 2일에 치러진 프로축구선수권대회 현대 호랑이전을 마지막으로 2년간의 계약 기간을 마치고 팀을 떠났다.
1987년 5월 럭키금성 황소로 재입단이 추진되기도 하였다.

## 국가대표팀 경력
1981년에 처음으로 태국 국가대표로 발탁되어 1982년 FIFA 월드컵 지역 예선에 참가했고, 이 대회의 쿠웨이트와의 경기를 통해 A매치에 데뷔하였다. 이후 1982년에는 태국 청소년 대표팀 선수로 발탁되어 1983년 세계 청소년 선수권 대회의 예선 대회인 1982년 아시아 청소년 선수권 대회에 참가하였다. 이 대회에서 17골을 넣으며 대회 득점왕에 올랐고, 1984년 하계 올림픽 축구 예선에서도 활약하여 럭키금성의 관심을 샀다.
이후에도 태국 국가대표팀의 핵심 공격수로 활약하여 킹스컵과 월드컵 아시아 예선, 동남아시아 경기 대회에서 활동하였고, 특히 동남아시아 경기 대회에서는 1981년 대회부터 1997년까지 금메달 5개를 획득할 정도로 활약하였다. 
선수 생활 말기인 1997년 3월 2일에 열린 1998년 FIFA 월드컵 아시아 지역 예선 경기인 대한민국과 경기에도 출전하여 동점골을 넣는 활약을 보였고, 1997년 동남아시아 경기 대회를 끝으로 국가대표팀에서 은퇴하였다.

## 지도자 경력
태국 공군 대위의 신분으로 태국 왕실 공군 FC의 감독과 태국 U-18 국가대표팀 코치를 겸했다.

## 수상 내역

### 선수
럭키금성 황소
- K리그1

● 우승 (1): 1985
● 준우승 (1): 1986

### 개인
- 1985년 K리그 득점상 수상
- 1985년 K리그 도움상 수상
- 1985년 K리그 베스트 11 선정

## 개인사
2004년에 판나 리띠끄라이 감독의 태국 액션 영화 《본 투 파이트》에 출연했다.
그는 2007년 K리그 득점왕의 모임인 황금발 클럽의 초청으로 21년 만에 은퇴한 외국인 선수로는 처음으로 올스타전에 초청되어 대한민국을 방문하였으며
친정팀인 FC 서울의 8월 1일 FA컵 16강전 홈경기 행사에도 참석하였다.
그는 K리그에서 활약할 당시 현재 축구 감독으로 활동하고 있는 박항서와 절친한 사이였으며 2008년 전남 드래곤즈가 AFC 챔피언스리그에 출전할 당시 박항서가 태국 축구팀인 촌부리 FC의 전력을 문의하기도 하였다.
그의 아들인 뽕삐숫 피우온 또한 축구 선수로 활동하였으며 2004년 에이전트와 계약을 맺고 K리그 진출을 모색하기도 하였다. 그러나 뽕삐숫은 부상으로 축구 선수의 꿈을 접고 리포터로 활약하고 있다.
2010년 10월 13일 아들 뽕삐숫과 함께 친정팀 FC 서울의 훈련장인 GS챔피언스파크를 방문하여 당시 넬로 빙가다 감독 및 선수들과 상견례를 갖고 훈련 시설을 둘러보기도 하였다.

## 같이 보기
- A매치 100경기 이상 출전한 축구 선수 명단

## 참고 문헌
- 태국의 박지성 - 피아퐁